# Starkville, Mississippi
Starkville là một thành phố thuộc quận Oktibbeha, tiểu bang Mississippi, Hoa Kỳ. Năm 2010, dân số của thành phố này là 23 888 người.

## Dân số
- Dân số năm 2000: 21 877 người.
- Dân số năm 2010: 23 888 người.